# Enare kyrka
Enare kyrka är en evangelisk-luthersk kyrka i Enare kyrkby i Enare kommun i Finland.  
Den första kyrkan för enaresamer blev klar 1646 i Pielpajärvi vid stranden av Enare träsk, som enaresamerna tagit i bruk som vinterviste i början av 1600-talet. Pielpajärvi var därefter under lång tid huvudort i Enare. Pielpajärvi ödemarkskyrka övergavs i slutet av 1800-talet till förmån för en nybyggd kyrka i Enare kyrkby, som blev klar 1888.
Kyrkan i Enare kyrkby förstördes av sovjetiska flygbombningar 1940 under Vinterkriget och Ivalo bönehus fick tillfälligt fungera som kyrka. En ny kyrka, som ritats av arkitekt Inkeri Visanti, invigdes 1952. Ett klocktorn byggdes i samband med kyrkans renovering 1982.
Kyrkans altartavla, som målades av Väinö Saikon 1937, har räddats från den förstörda tidigare kyrkan.